# Corticaria crenicollis
Corticaria crenicollis är en skalbaggsart som beskrevs av Mannerheim 1844. Corticaria crenicollis ingår i släktet Corticaria, och familjen mögelbaggar. Arten är reproducerande i Sverige.